# Kouandé
Kouandé is een van de 77 gemeenten (communes) in Benin. De gemeente ligt in het departement Atacora en heeft een oppervlakte van 3.269 km². Kouandé heeft 111.540 inwoners (2013). De gemeende is onderverdeeld in zes arrondissementen:
- Birni
- Chabi-Couma
- Fô-Tancé
- Guilarmo
- Kouandé
- Oroukayo

Sinds 2014 vormt Kouandé samen met Pehonco en Kérou een gemeentelijk samenwerkingsverband (2KP).

## Geografie
De gemeente ligt in het noordwesten van het land aan de rand van het Atacoragebergte. Het landschap bestaat voornamelijk uit bossavanne met enkele verspreide bossen. Naast de Mékrou stromen ook de Tikoudarou, de Daro, de Wokagou en de Findarou door de gemeente.
Tijdens het regenseizoen, dat valt tussen midden april en midden oktober, valt gemiddeld tussen 900 en 1100 mm neerslag. Tijdens het droge seizoen, met name van november tot midden maart, waait de harmattan.

## Economie
De landbouw is de belangrijkste economische sector. Belangrijkste gewassen zijn maïs, maniok, yams, katoen, sorghum en aardnoten. Verder worden ook cashewnoten en boomvruchten voor de productie van sheabutter gewonnen. Verder is er veeteelt.
Kouandé heeft een hospitaal en een multdisciplinair sportstadion. In 2024 werd de 43 kilometer lange weg naar Kota geasfalteerd.

## Bevolking
De gemeente telde 80.261 inwoners in 2002. In 2013 waren dit 111.540 inwoners.
De Bariba vormden in 2002 de grootste bevolkingsgroep (43,6%), gevolgde door de Bètamaribè (24%), de Fulbe (17,9%), de Yom en de Lokpa. 50,43% was moslim, 23,05% christen, 10,06% aanhanger van een inheemse godsdienst en 12,51% hing geen godsdienst aan.
Opm: Bevolkingscijfers in duizendtallen
Bron: Kouandé, Commune in Benin; 1979-2013: volkstellingen
Bron: Institut National de la Statistique Benin; 2013: volkstelling

## Geschiedenis
Kouandé was een Bariba-koninkrijk. De stad zou in de 18e eeuw gesticht zijn door Worou Wari, een Bariba afkomstig uit Nikki. De laatste koning van Kouandé, Worou Wari II, pleegde zelfmoord nadat de Fransen zijn hoofdstad hadden ingenomen.